# HiFiMan
HiFiMan是中国一家高端高保真音頻設備製造商，以製造耳机、放大器和便携播放器等音频设备闻名。起初品牌名为Head-Direct，后改名为HiFiMan。

## 历史
HiFiMan创始人邊仿于2005年在纽约创立Head-Direct品牌，2007年改名为HiFiMan。2010年，公司在中国开设了两家工厂，并于2011年把总部移到天津。

## 产品
Hifiman旗下拥有耳机，播放器等一系列产品。另外Hifiman在业界也以制造平板耳机而闻名，使用不同的发声原理，结合了动圈和静电发声的优点，但也带来让普通消费者怯步的价格。